# Plafond à caissons
Pour les articles homonymes, voir Caisson et Plafond.
Un plafond à caissons est en architecture un plafond, un soffite ou une voûte couvert ou construit avec des compartiments disposés de façon régulière (généralement en forme de grille orthogonale). Les formes géométriques usuelles sont le carré, le rectangle et l'octogone.
Cette technique est déjà utilisée dans l'architecture antique. Elle s'est probablement développé assez tôt pour les plafonds en bois dans l'architecture de la Grèce antique, puisqu'on trouve très vite leur imitation en pierre dans l'architecture des temples. Les plafonds de bois n'ayant pas survécus jusqu'à nos jours, les plus anciens connus sont donc en pierre ou en béton. Ce qui n'est pas représentatif : les plafonds ornés en bois ou en stuc devaient être les plus communs dans l'Antiquité, tandis que ceux en pierre ou en béton étaient l’exception, réservés aux monuments les plus prestigieux, notamment les temples, puis les grands monuments en béton romain.
Parmi les exemples antiques, on peut citer :
- à Athènes, au Parthénon et aux Propylées, les plafonds sont en marbre et à caissons, pratique qui se développe au Ve siècle av. J.-C.. Une grande plaque creusée de plusieurs alvéoles repose sur de fortes poutres transversales dans le pronaos et la galerie du Parthénon. Rehaussé de peinture, un motif floral s'épanouit au fond du caisson, une rosace, une fleur de liseron ou de lotus[1] ;
- des coupoles et des voûtes romaines, comme celle du Panthéon et celle de la basilique de Maxence et Constantin à Rome. D'autres exemples de voûtes ornées de caissons en stuc ont été découverts à Herculanum.

La première découverte d'un plafond à caissons en bois datant de l'Antiquité a été faite en 2009 et 2010 dans la Maison du Relief de Télèphe à Herculanum,. Ce plafond assez complexe présente une belle diversité de formes et de décors des caissons, montrant que ce type de plafonds en bois était répandu au Ier siècle dans l'habitat des romains les plus aisés et que leur développement devait être bien plus ancien. Le plan général du plafond suit celui de l’opus sectile de marbre au sol. Ce plafond était rehaussé de dorures et de couleurs vives. Certaines formes de caissons, à fleuron central, se rapprochent de celles de la Renaissance européenne, et d'autres ont des motifs géométriques complexes constituées de petites lattes de bois qui semblent préfigurer les plafonds islamiques, montrant que les plafonds en bois gréco-romains sont vraisemblablement à la source des deux traditions. 
En Europe, cette technique revient à la mode à l'époque de la Renaissance et du baroque, et connaît une large diffusion dans l'architecture néo-classique.
L'observation d'un plafond ou un dôme réalisé avec cette disposition en damier crée souvent l'impression, plus ou moins réelle, que le plafond est traversé par des poutres qui courent sur toute la longueur et la largeur du plafond, en se croisant à chaque intersection des carrés. Cela ne signifie pas nécessairement que cette structure se justifie par sa statique. Quoiqu'il soit vrai que pour des constructions telles que la rotonde du Panthéon les caissons soient conçus pour alléger le poids de la coupole, dans la plupart des cas le plafond à caissons est conçu à des fins uniquement décoratives. Il n'est d'ailleurs pas difficile de trouver des peintures en trompe-l'œil qui imitent ce genre d'ouvrage.

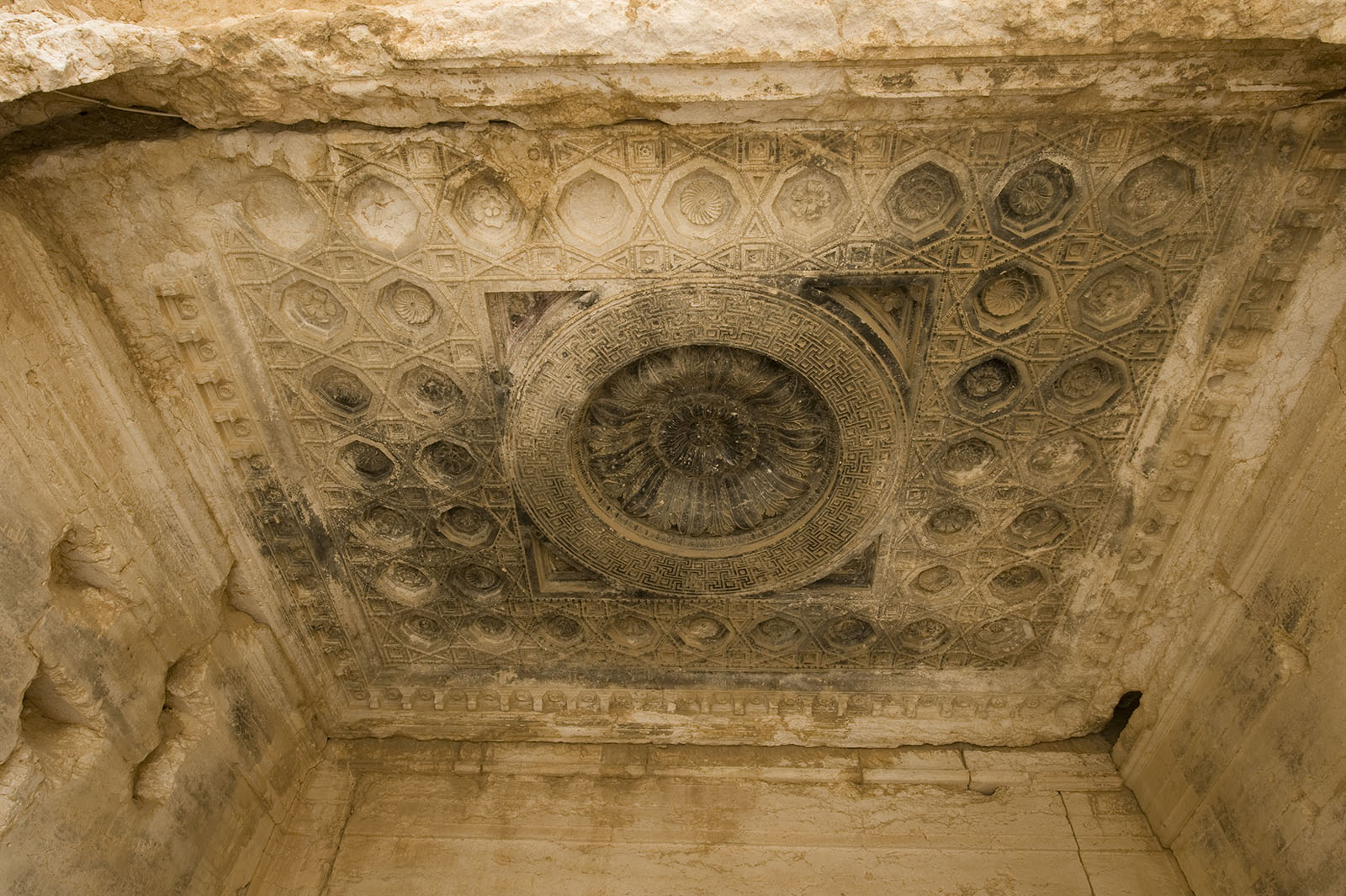
Temple gréco-romain de Bêl à Palmyre. Transcription en pierre des plafonds gréco-romains en bois et/ou en stuc.
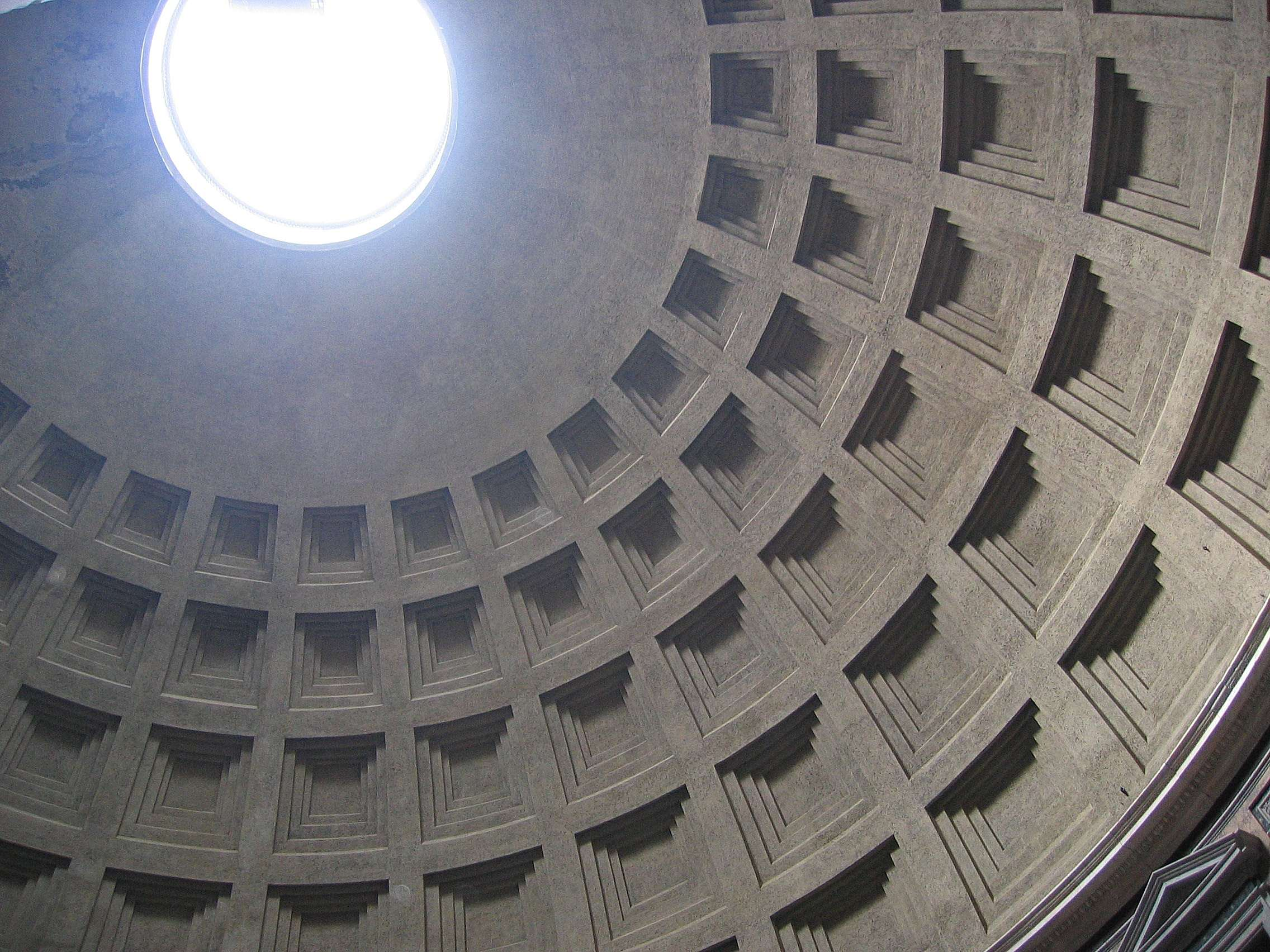
Panthéon de Rome.
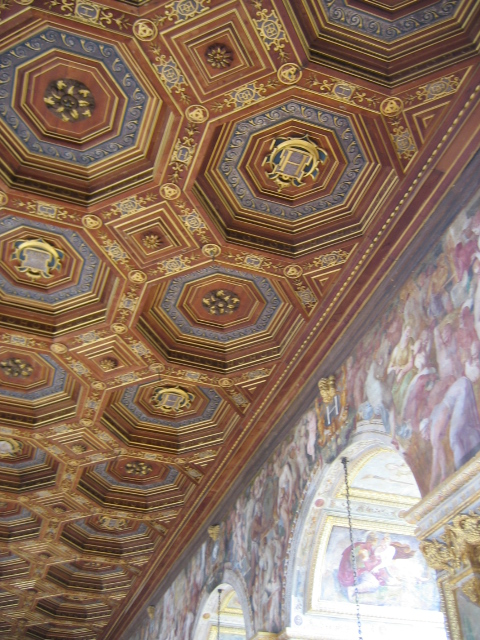
Château de Fontainebleau.
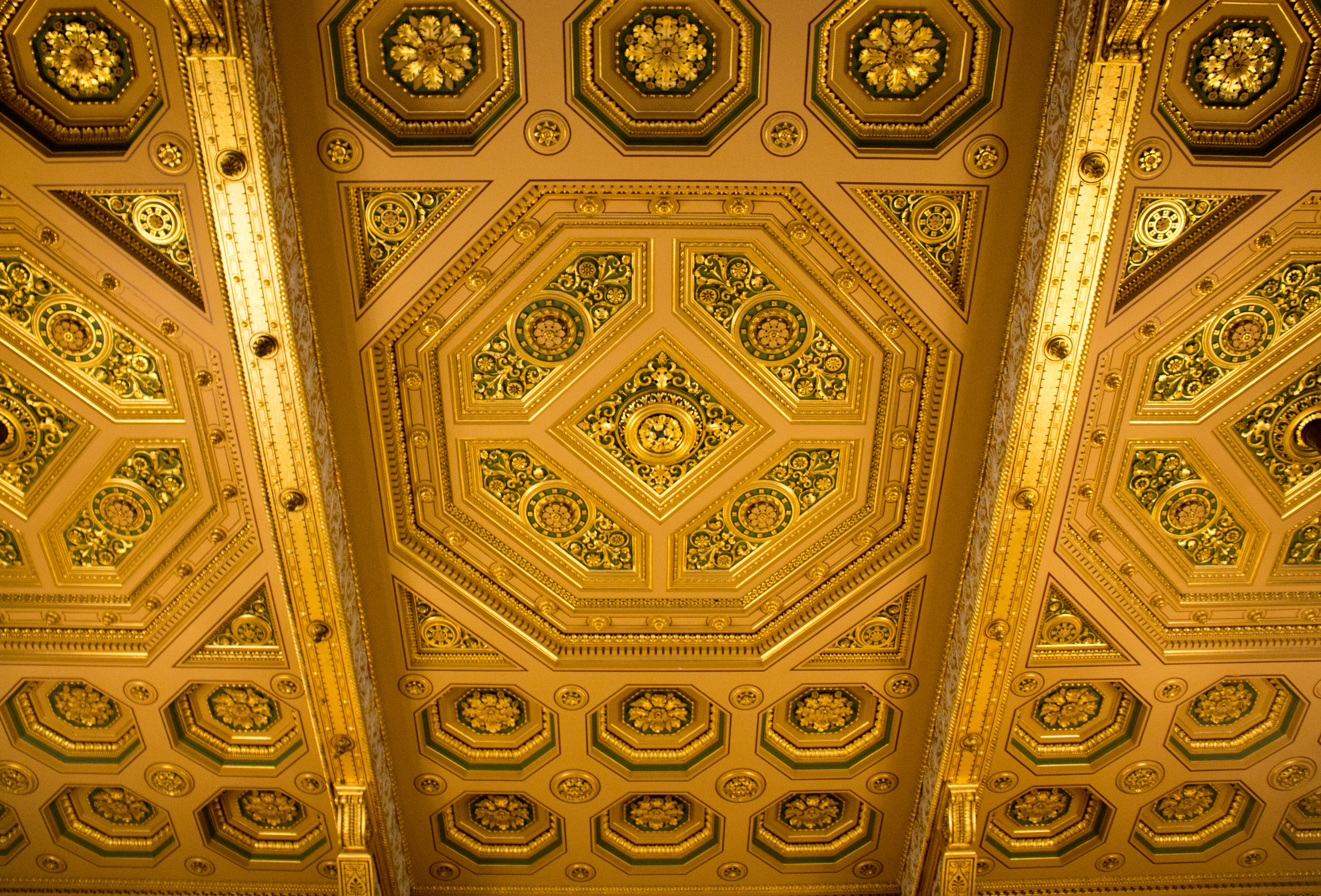
Intérieur de l'ancien bureau des Affaires étrangères et du Commonwealth (1868).
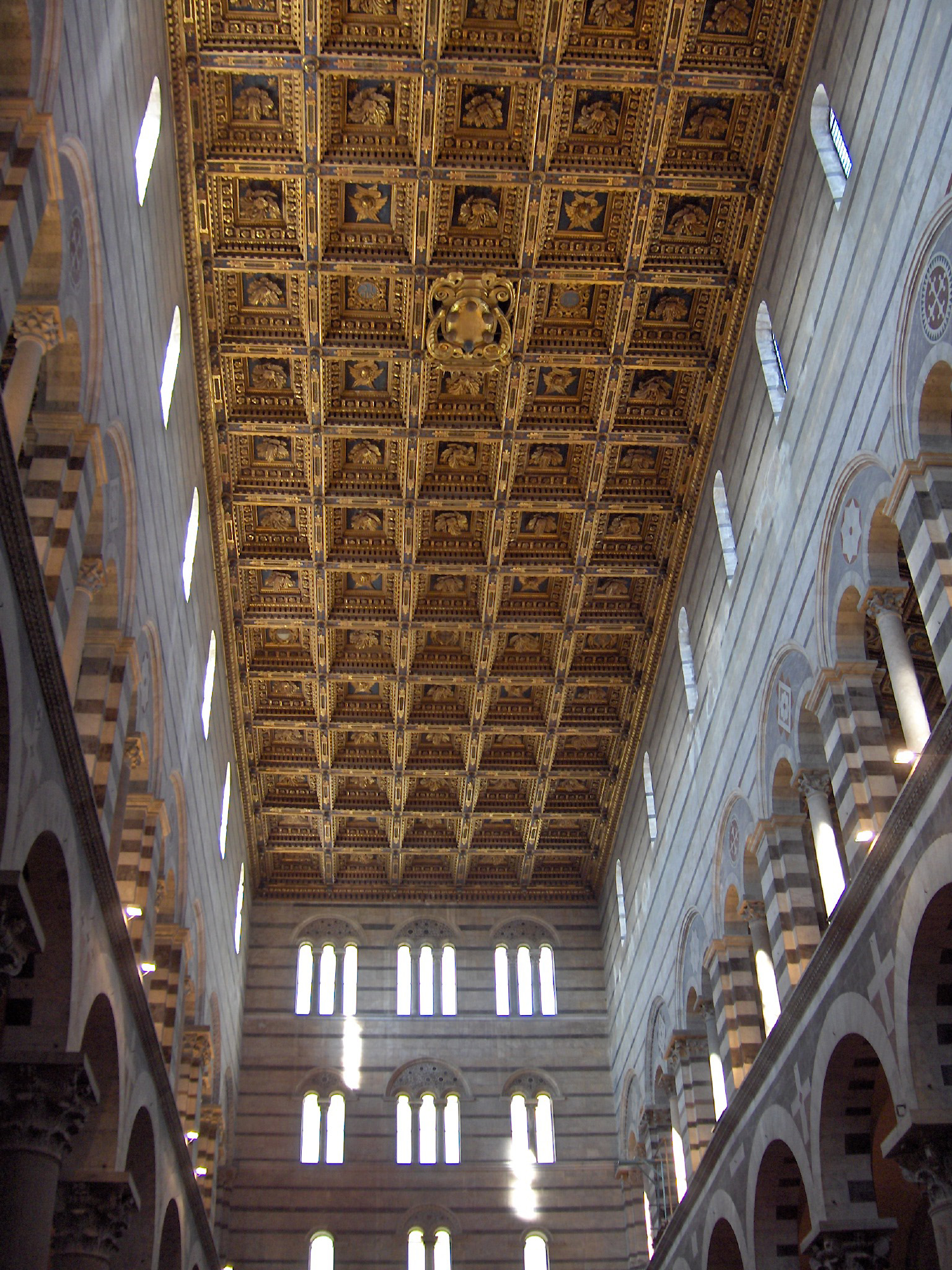
Cathédrale de Pise.
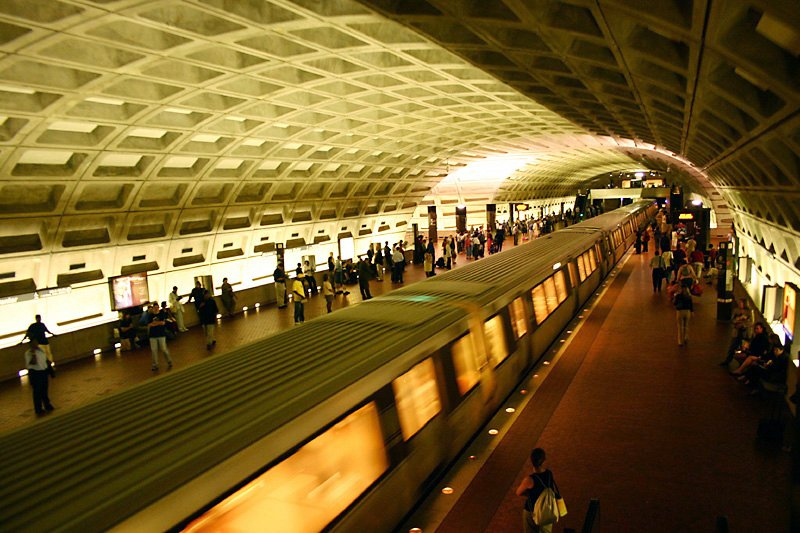
Métro de Washington.
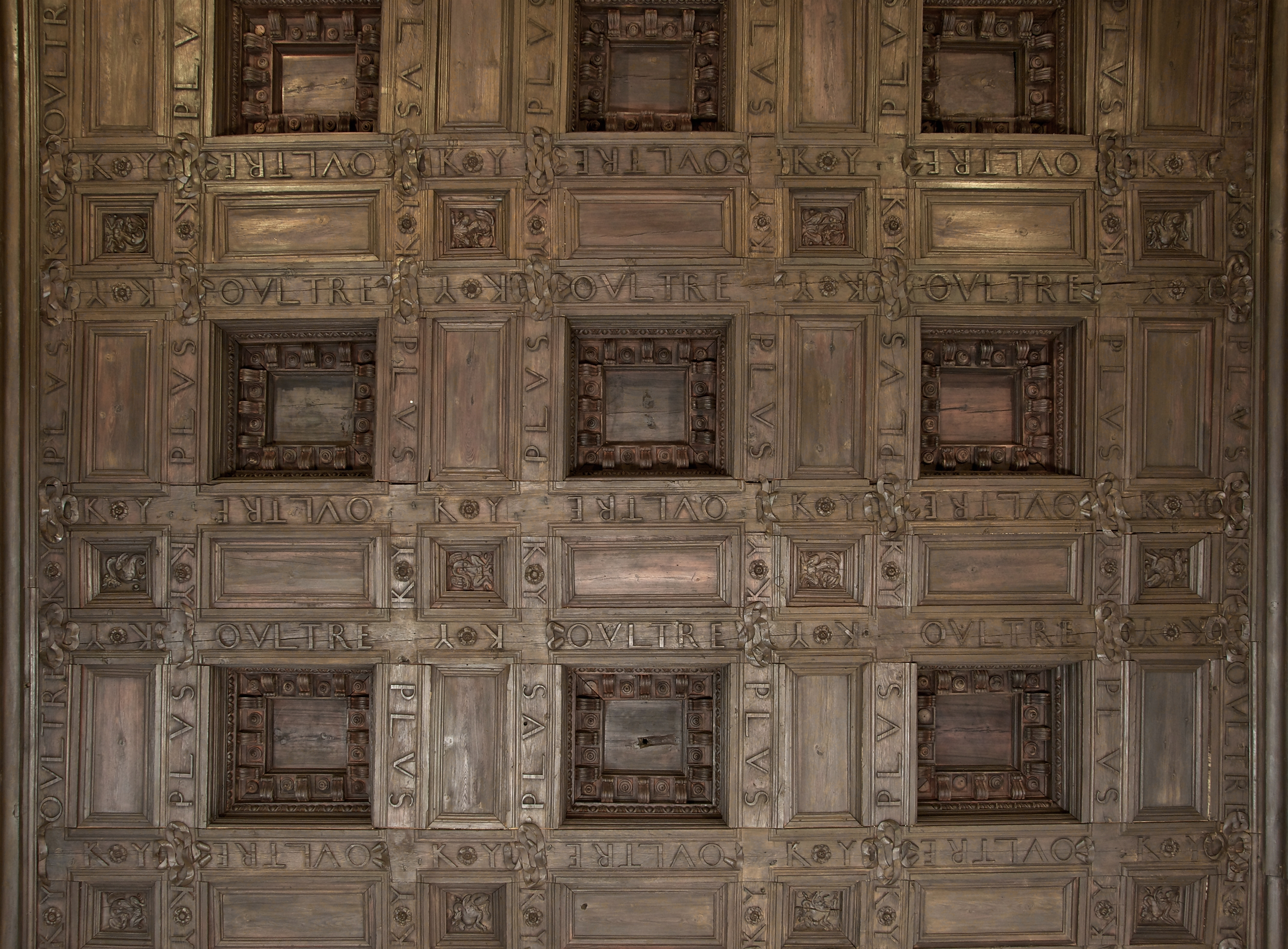
Partie Renaissance de l'Alhambra (Grenade).
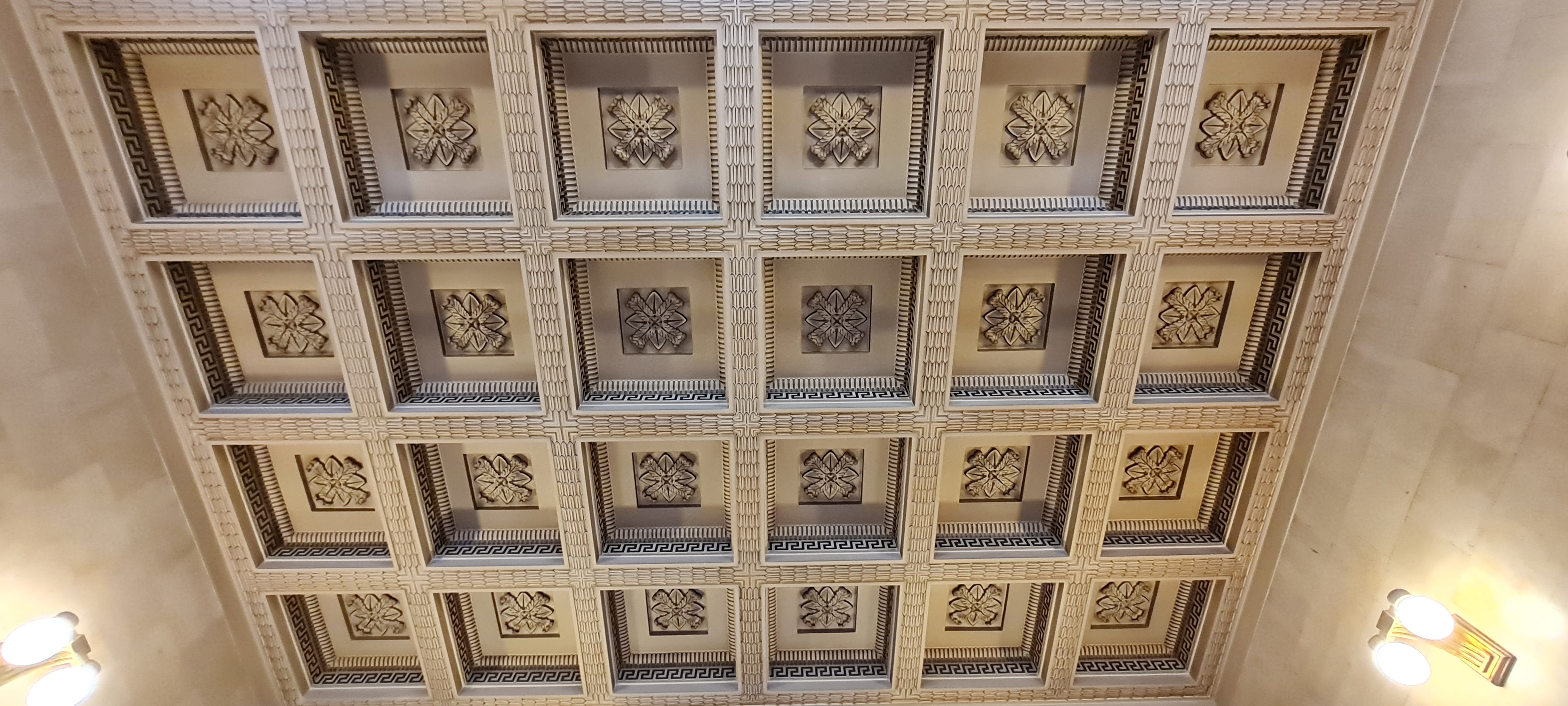
Bourse palais, Zagreb
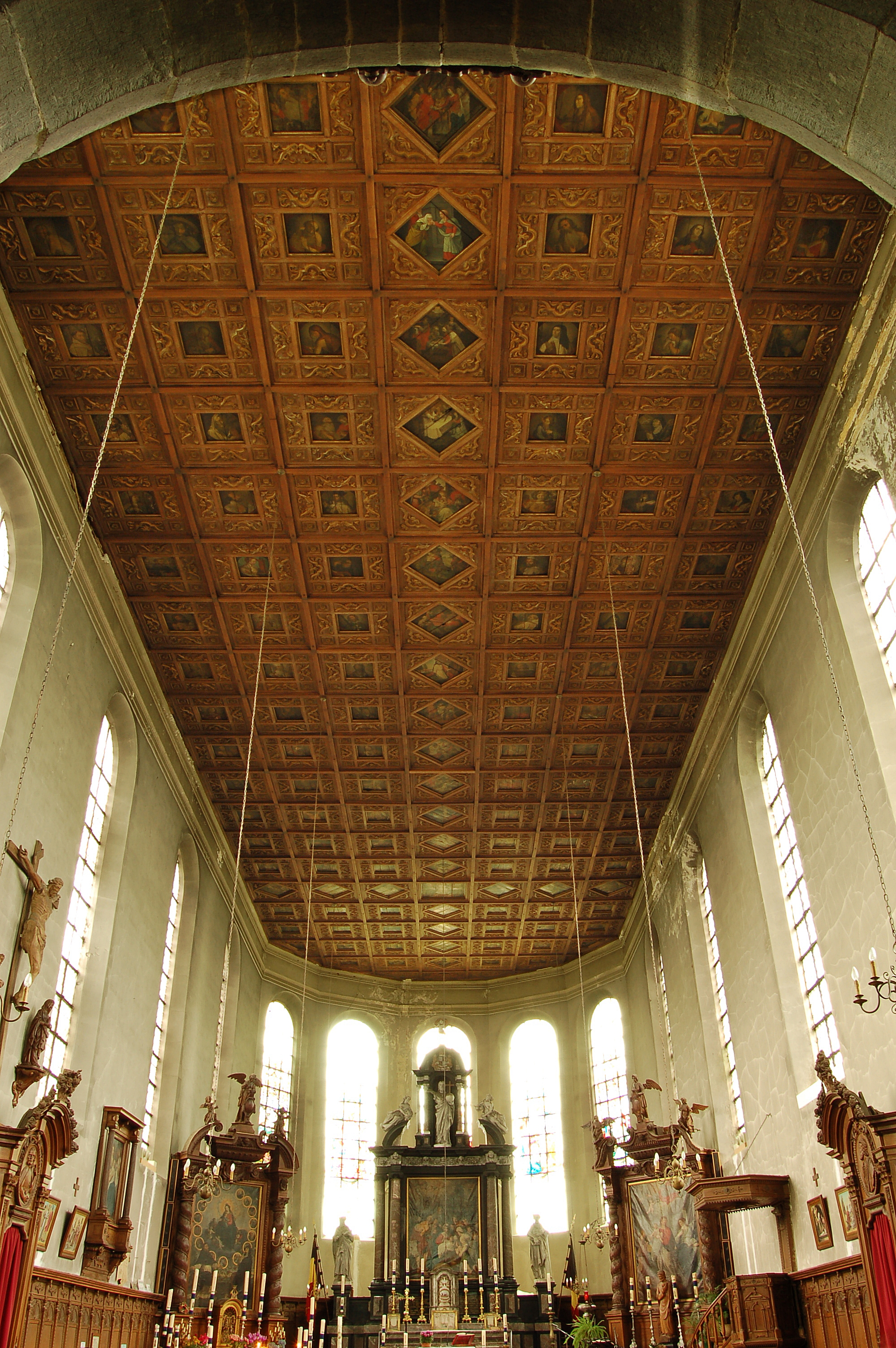
Église de Foy-Notre-Dame (Belgique)